# أحمد واتارا
أحمد واتارا (مواليد 15 ديسمبر 1969) هو لاعب كرة قدم إيفواري سابق لعب كمهاجم. تنافس بشكل احترافي، خارج بلاده، في سويسرا والبرتغال وإسبانيا الإمارات العربية المتحدة.

## المسيرة الكروية
ولد واتارا في أبيدجان، وبدأ مسيرته مع نادي أفريقيا سبورتس ناشيونال، وظل مع النادي لمدة خمس سنوات وبعدها وقع مع نادي إف سي سيون في سويسرا. سجل أفضل رقم في مسيرته المهنية وهو 17 هدفًا في 30 مباراة في موسم 1997–1998، لكن فريقه لم يتمكن من احتلال المركز السابع إلا من أصل 12 فريقًا في الدوري السويسري الممتاز. بعد فترة الإعارة التي قضاها في نادي سبورتينغ لشبونة عاد إلى سويسرا.
انضم واتارا إلى الفريق الأول لنادي بازل في موسم 1998–1999 ‏ تحت قيادة المدرب جاي ماثيز ‏. لعب واتارا أول مباراة له في الدوري المحلي مع ناديه الجديد في مباراة خارج أرضه على ملعب شارميلس في 1 أغسطس 1998 حيث هُزم بازل 0–3 على يد سيرفيت. سجل هدفه الأول مع ناديه في 15 أغسطس في المباراة التي أقيمت على ملعب سانت جاكوب ضد زاماكس حيث فاز بازل 2–0. تم تسجيل الهدف من نقطة الجزاء. خلال فترة العطلة الشتوية في ذلك الموسم، انتقل واتارا إلى إسبانيا. خلال فترة قصيرة قضاها مع النادي، شارك مع بازل في 18 مباراة وسجل ثلاثة أهداف. 17 من هذه المباريات كانت في الدوري الوطني الدرجة الأولى والمباراة الأخرى كانت مباراة ودية. سجل جميع الأهداف الثلاثة في الدوري المحلي.
خلال 13 عامًا من اللعب الاحترافي، لعب أيضًا لصالح نادي إكستريمادورا، نادي الشباب العربي، نادي سالجييروس، ونادي أسيك ميموساس.
ظهر واتارا في المباراة الودية بين أوروبا وأفريقيا ‏ في عام 1997.

## المسيرة الدولية
وكان واتارا عضوًا في المنتخب الإيفواري في الفترة من 1989 إلى 1999. سجل أربعة أهداف في 21 مباراة دولية، بما في ذلك ثلاث مباريات في تصفيات كأس العالم لكرة القدم. كان جزءًا من تشكيلة كأس الأمم الأفريقية في عامي 1994 و1998.

## الإنجازات
سيون
- البطولة السويسرية : 1996–97
- كأس سويسرا : 1994–95، 1996–97[11]

سبورتينغ لشبونة
- سوبرتاكا كانديدو دي أوليفيرا : 1995[12]

## وصلات خارجية
- Ahmed Ouattara على موقع الاتحاد الدولي (مؤرشف)  (الإنجليزية)
- Ahmed Ouattara على موقع قاعدة بيانات كرة القدم.إي يو (الإنجليزية)
- Ahmed Ouattara على موقع ناشيونال فوتبول تيمز (الإنجليزية)
- أحمد واتارا على BDFutbol